# Cowdenbeath
Cowdenbeath est une ville de la région de Fife, en Écosse. On estime à 11 640 le nombre d'habitants en 2008. Elle est située à 8 km au nord-est de Dunfermline et 29 km au nord de la capitale Édimbourg.

## Sport
Le club de football Cowdenbeath Football Club et son stade, le Central Park y sont basés.

## Personnalités
- Tommy Muirhead, footballeur, y est né en 1897.
- Joe Temperley, saxophoniste de jazz, y est né en 1929